# Susan Owen-Leinert
Susan Owen-Leinert (* 6. September 1958 in Salisbury, North Carolina) ist eine US-amerikanische Opernsängerin, Gesangspädagogin und Herausgeberin. Sie ist mit dem Regisseur, Dramaturgen und Autor Michael Leinert verheiratet.

## Leben
Owen-Leinert wuchs auf der elterlichen Farm in North Carolina auf. Ihr Musikstudium absolvierte sie an der East Carolina University in den Jahren 1976–1980 (Bachelor of Music) und der University of Texas at Austin, wo sie 1983 mit dem Master of Music abschloss. Von 1984 bis 1987 arbeitete sie als Assistant Professor für Gesang und Musikgeschichte an der University of California, Santa Barbara. Sie war im lyrico-spinto-Fach an verschiedenen Opernhäusern der USA engagiert, u. a. als Fiordiligi in Così fan tutte, Gräfin in Die Hochzeit des Figaro, Donna Elvira in Don Giovanni, Nedda in Pagliacci, Mimì in La Bohème, den Titelrollen in Madama Butterfly und Tosca.
1990 gewann Owen-Leinert den renommierten Metropolitan-Opera-Wettbewerb. Ein Jahr später war sie 1. Preisträgerin des „Opera America Award“ und des Sullivan-Grant-Preises und Finalistin im Luciano-Pavarotti-Wettbewerb. Partien wie die der Tosca (Central City Opera, Austin Lyric Opera und Virginia Opera), der Maddalena in Andrea Chénier (Hawaii Opera), der Titelrolle in Aida und andere folgten. Mit Eve Queler und dem Opera Orchester New York sang sie die Irene in Richard Wagners Rienzi.
1993 holte sie Daniel Barenboim für die Partie der Helmwige in Die Walküre an die Staatsoper Berlin. Hier debütierte Owen-Leinert auch als Senta 1996 in Der fliegende Holländer (Musikalische Leitung: Jun Märkl). Sie sang die Senta auch in Bologna mit dem Orchestra Arturo Toscanini dell’Emilia Romagna sowie in Aachen und am Staatstheater Kassel. Eine weitere Richard-Wagner-Partie sang Owen-Leinert an der Austin Lyric Opera in Texas: die Elisabeth im Tannhäuser (1996). Beide Partien sang sie später an der Palm Beach Opera in Florida unter der musikalischen Leitung von Anton Guadagno.
Von 1995 bis 1999 war Owen-Leinert festengagiertes Mitglied im Ensemble des Staatstheaters Kassel. Dort sang sie neben der Senta u. a. auch die Santuzza in Cavalleria rusticana, die Leonora in La forza del destino und die Giorgetta in Il tabarro. Unter der Leitung von János Kulka sang sie 1997 in Kassel die Titelpartie in Leoš Janáčeks Oper Jenůfa.
1996 wurde Owen-Leinert von Radio France eingeladen, im Rahmen des Festivals für zeitgenössische Musik in Paris ein neues Werk des polnischen Komponisten Zygmunt Krauze (La terre) zur Uraufführung zu bringen. Die deutsche Erstaufführung des 30-minütigen Werks für Sopran, Klavier und Orchester fand 1997 anlässlich der documenta X in Kassel statt.
Im Kasseler Ring des Nibelungen war Owen-Leinert die Brünnhilde neben ihrem Partner Christian Franz als Siegfried. Die Walküren-Brünnhilde sang sie u. a. auch an der Oper Bonn und in Kiel, in Liège mit James Morris (Wotan), die Siegfried-Brünnhilde am Teatro Lirico Giuseppe Verdi Triest, am Opernhaus Kiel und in Liège.
Nach ihrem Debüt am Staatstheater Darmstadt mit der Titelrolle in Elektra von Richard Strauss im April 1998 (musikalische Leitung: Marc Albrecht) sang Owen-Leinert bei den 1. Antikenfestspielen in Trier diese Partie mit Anja Silja (Klytämnestra) und Franz Grundheber (Orest), alternierend mit Hildegard Behrens im Juli 1998. Am 27. Februar 1999 gab sie am Staatstheater Kassel ein weiteres Partien-Debüt als Marie in mit Alban Bergs Wozzeck, in der Inszenierung von Michael Leinert und unter der musikalischen Leitung von Marc Piollet.
1999 sang Owen-Leinert am Staatstheater Darmstadt die Färberin in Strauss’ Die Frau ohne Schatten und die Emilia Marty in Janáčeks Věc Makropoulos. 2000 brachte das Staatstheater Darmstadt mit Owen-Leinert eine neue Produktion von Wagners Tristan und Isolde mit ihr als Isolde heraus. Gastspiele am Aalto-Theater in Essen und bei den Symphoniekonzerten in Münster mit der Partie der Elektra (Dirigent Will Humburg) folgten. 
Die Partie der Isolde debütierte sie am 20. Mai in Berlin unter dem Dirigat von Jiri Kout und sang sie am 27. Mai 2001 unter der musikalischen Leitung von Christian Thielemann an der Deutschen Oper Berlin. In 2002 sang sie die Partie an der Deutschen Oper am Rhein unter der musikalischen Leitung von Hans Wallat.
Im September 2001 hatte Owen-Leinert ihr Debüt an der Semperoper Dresden mit der Partie der Färberin in Die Frau ohne Schatten mit dem Dirigenten Marc Albrecht. Im Dezember 2001 sang Owen-Leinert die Wiederaufnahme-Premiere des Fliegenden Holländers (Senta) an der Deutschen Oper am Rhein. Am Staatstheater Darmstadt gab sie im Februar 2002 ihr Debüt als Ortrud in Lohengrin. Am Opernhaus von Nancy sang sie in einer Neuproduktion von Tristan und Isolde die Partie der Isolde.
Owen-Leinert gab zahlreiche Liederabende und Konzerte, u. a. mit Programmen von Heinrich-Heine-Liedern, Richard-Strauss-Kompositionen und Werken zeitgenössischer Komponisten. Mit der Solo-Partie in Peter Maxwell Davies’ Monooper The Medium gab sie im Oktober 2007 ihr Debüt an der Chamber Opera of Memphis.

## Lehrtätigkeit
Von 2005 bis 2020 hatte Owen-Leinert eine Professur für Gesang an der University of Memphis 2006 gründete sie dort den Sommerkurs Memphis Opera & Song Academy, welchen sie leitete. Von 2011 an war sie Associate Professor of Voice und Leiterin der Vocal Arts Division.
Neben ihrer Lehr- und Konzerttätigkeit hat sie Kammeropern von Bent Lorentzen ins Englische übersetzt (A Wondrous Love Story und Pergolesi’s HomeService). Sie ist Herausgeberin von Louis Spohr Lied Edition, der ersten, kritischen Gesamtausgabe der Lieder von Louis Spohr, die zum Teil unbekannt und verloren geglaubt waren. Owen-Leinert und ihr Ehemann sind die Gründer der Spohr Society of the United States.

## Auszeichnungen
- Gewinnerin des Metropolitan Opera Wettbewerbs 1990
- 1. Preisträgerin des Opera America Award und des Sullivan-Grant-Preises, 1991
- Preisträgerin des CCFA Dean’s Creative Achievement Award 2009 der University of Memphis.

## Diskografie
- Richard Wagner: Die Walküre, 2007, Ars Produktion ARS 38 052 (als Brünnhilde)
- Richard Wagner: Siegfried, 1999, Ars Produktion FCD 368 367-370 (als Brünnhilde)
- Richard Wagner: Götterdämmerung, 2001, Ars Produktion FCD 368 381-384 (als Brünnhilde)
- From the Treasure Chest of German Lied (1460–1933), Highwater Classics Memphis, HC 31688, 2006; Lieder aus fünf Jahrhunderten mit Mark Ensley (Klavier) und Carina L. Nyberg Washington (Klarinette)